# Emmanuel Asamoah Owusu-Ansah
Emmanuel Asamoah Owusu-Ansah (* 3. Februar 1950 in Kumasi, Ghana; † 22. Juni 2012) war ein Sportfunktionär, Sportwissenschaftler und Politiker in Ghana.

## Ausbildung
Owusu-Ansah beendete seine höhere Schulbildung im Jahr 1970 an der Secondary School in Tema und verließ Ghana, um in Deutschland und Polen Sportwissenschaften zu studieren. Im Jahr 1971 besuchte er die Sporthochschule in Hennef, Deutschland für eine Semester. Im Jahr 1973 studierte er an der Universität von Sambia. Von der deutschen Regierung wurde er im Jahr 1974 zu einem dreiwöchigen Trainerkurs für Leichtathletik eingeladen.
Zwischen 1975 und 1976 besuchte Owusu-Ansah eine Vorkurs an der Universität von Lodz in Polen und schloss daran ein Sportstudium an der Akademie für Sportwissenschaften in Wrocław, Polen, an. Zwischen 1976 und 1980 besuchte er den Masterstudiengang und schloss diesen 1980 mit dem Master in Sportwissenschaften und Sporterziehung ab. Im Anschluss promovierte er ebenfalls in Sportwissenschaften in Breslau, Polen. Der Doktortitel wurde ihm 1983 verliehen.

## Karriere
Bald nach seiner Rückkehr aus Polen im Jahr 1983 wurde Owusu-Ansah 1984 Leiter des Sportuniversität in Winneba (Winneba Sports College), bis er dieses Amt 1989 niederlegte. Im Jahr 1980 wurde er technischer Koordinator der ghanaischen Fußballvereinigung (Ghana Football Association).
1992 wurde er Cheftrainer im Bereich Leichtathletik im nationalen Sportrat (National Sport Council). Es folgte eine Karriere als Sportfunktionär im nationalen Sportrat, die ihm 1993 die Position als stellvertretenden Direktor der Sportabteilung einbrachte und im Jahr 2001 zur Leitung der Sportabteilung des nationalen Sportrates führte. Ebenfalls 2001 wurde er Vorsitzender des nationalen Sportrates. Im Jahr 2003 wurde Owusu-Ansah zum Direktor für die Entwicklung des Sports im Ministerium für Erziehung und Sport unter Minister Yaw Osafo-Maafo.
Er war Mitglied des ghanaischen Parlaments für den Wahlkreis Kwabre West und Mitglied der regierenden New Patriotic Party. Im Jahr 2005 wurde Owusu-Ansah Regionalminister der Ashanti Region in Ghana.

## Sonstiges
Owusu-Ansah brachte die Technik des Fosbury Flop in den ghanaischen Hochsprung und wurde Trainer verschiedenen nationaler wie auch bei Afrikameisterschaften erfolgreicher Sportler. Er war Trainer von Azumah Nelson. Ferner gründete er die Sporthochschule in Winneba, die er selbst in den 1980er Jahren leitete. Für die achten All Africa Games in Abuja, Lagos trainierte er das gesamte ghanaische Sportlerteam. Ghana gewann maßgeblich durch den Einfluss der Trainingsmethoden Owusu-Ansahs 26 Medaillen. 2004 rief er den nationalen Sportpreis für Ghana ins Leben.

## Familie
Owusu-Ansah war verheiratet und hatte drei Kinder. Die Eltern von Owusu-Ansah sind Kenneth Owusu-Ansah und Comfort Oppong.